# Laura Riding
Laura Riding Jackson (ur. 16 stycznia 1901 w Nowym Jorku, zm. 2 września 1991 w Wabasso, Floryda) – amerykańska poetka, eseistka, powieściopisarka – autorka opowiadań oraz prac krytyczno-literackich.

## Życiorys
Urodziła się jako Laura Reichenthal w Nowym Jorku w rodzinie austriackich Żydów. Pisać i publikować zaczęła po rozpoczęciu studiów na Uniwersytecie Cornella w 1923 roku. Trzy lata później pod przybranym nazwiskiem Riding Gottschalk zadebiutowała tomikiem wierszy The Close Chaplet. W tym samym czasie dzięki kontaktom z Allenem Tate’em związała się z literacką grupą The Fugitives. Jej pierwsze małżeństwo z historykiem Louisem R. Gottschalkiem skończyło się rozwodem w 1925 roku.
Kolejne lata Laura Riding spędziła w Europie. Mieszkała w Londynie, gdzie pojechała na zaproszenie pisarza Roberta Gravesa oraz jego żony Nancy Nicholson. Romans z Gravesem, który doprowadził do rozpadu jego pierwszego małżeństwa, a młodą poetkę do nieudanej próby samobójczej, zakończył się słynnym w angielskim środowisku literackim skandalem.
Para pisarzy przeniosła się do miejscowości Deià na Majorce, gdzie mieszkali aż do 1936 roku, kiedy wybuch hiszpańskiej wojny domowej zmusił ich do powrotu na kontynent. Był to bardzo płodny okres w twórczości Riding. Wtedy powstał ceniony później przez Johna Ashbery’ego oraz Harry’ego Mathewsa tom opowiadań Progress of Stories (1935) oraz napisane wspólnie z Gravesem książki A Survey of Modernist Poetry (1927) oraz A Pamphlet Against Anthologies (1928). Razem prowadzili też założone jeszcze w Londynie wydawnictwo Seizin Press.
Po powrocie z Majorki Graves i Riding podróżowali dużo po Europie. Mieszkali w Anglii, Francji, Szwajcarii, a w 1939 roku wyruszyli do Stanów Zjednoczonych, gdzie zamieszkali w New Hope w stanie Pensylwania. Rok później zerwali jednak stosunki i Riding wyszła za mąż za pisarza Schuylera B. Jacksona. Osiedlili się na niewielkiej farmie w Wabasso na Florydzie, gdzie razem uprawiali cytrusy. Riding mieszkała tam aż do śmierci w 1991 roku.

## Polskie przekłady
- Korona dla Hansa Andersena. Utwory wybrane: opowiadania (tłum. Julia Fiedorczuk, wyd. Biuro Literackie, Wrocław 2012)
- Obroty cudów. Utwory wybrane: wiersze i eseje (tłum. Julia Fiedorczuk, wyd. Biuro Literackie, Wrocław 2012)